# أكتون (مين)
أكتون، مين (بالإنجليزية: Acton, Maine)‏ هي بلدة تقع في York بولاية مين في الولايات المتحدة. تبلغ مساحتها 106.47 (كم²)، وترتفع عن سطح البحر 228 م، بلغ عدد سكانها 2447 نسمة في عام تعداد الولايات المتحدة 2010 حسب إحصاء مكتب تعداد الولايات المتحدة وتصل الكثافة السكانية فيها 25.1 نسمة/كم2.

## التركيبة السكانية
قام مكتب تعداد الولايات المتحدة بتحديد بيانات التركيبة السكانية لأكتون في تعداد الولايات المتحدة. في ما يلي، التركيبة السكانية حسب تعدادي 2010 و 2000.

### تعداد عام 2000
بلغ عدد سكان أكتون 2,145 نسمة بحسب تعداد عام 2000، وبلغ عدد الأسر 855 أسرة وعدد العائلات 615 عائلة مقيمة في البلدة. في حين سجلت الكثافة السكانية 57.0 نسمة لكل ميل مربع (22.0/كم2). وبلغ عدد الوحدات السكنية 1,910 وحدة بمتوسط كثافة قدره 50.7 نسمة لكل ميل مربع (19.6/كم2).
وتوزع التركيب العرقي للبلدة بنسبة 98.41% من البيض و 0.33% من الأمريكيين الأصليين و 0.23% من الأمريكيين ذوي الأصول الآسيوية و 0.09% من الأمريكيين الأفارقة و 0.93% من عرقين مختلطين أو أكثر.
بلغ عدد الأسر 855 أسرة كانت نسبة 30.3% منها لديها أطفال تحت سن الثامنة عشر تعيش معهم، وبلغت نسبة الأزواج القاطنين مع بعضهم البعض 62.5% من أصل المجموع الكلي للأسر، ونسبة 6.0% من الأسر كان لديها معيلات من الإناث دون وجود شريك، وكانت نسبة 28.0% من غير العائلات. تألفت نسبة 22.0% من أصل جميع الأسر من أفراد ونسبة 8.7% كانوا يعيش معهم شخص وحيد يبلغ من العمر 65 عاماً فما فوق. وبلغ الحجم الوسطي للأسر 2.91، أما الحجم الوسطي للعائلات فبلغ 2.51.
بلغ العمر الوسطي للسكان 41 عاماً. وكانت نسبة 25.4% من القاطنين تحت سن الثامنة عشر، وكانت نسبة 4.1% بين الثامنة عشر والأربعة وعشرون عاماً، ونسبة 28.2% كانت واقعةً في الفئة العمرية ما بين الخامسة والعشرون حتى والأربعة وأربعون عاماً، ونسبة 26.7% كانت ما بين الخامسة والأربعون حتى الرابعة والستون، ونسبة 15.6% كانت ضمن فئة الخامسة والستون عاماً فما فوق.وتوزع التركيب الجنسي للسكان بنسبة 49.9% ذكور و50.1% إناث.

### تعداد عام 2010
بلغ عدد سكان أكتون 2,447 نسمة بحسب تعداد عام 2010، وبلغ عدد الأسر 1,014 أسرة وعدد العائلات 689 عائلة مقيمة في البلدة. في حين سجلت الكثافة السكانية 64.9 نسمة لكل ميل مربع (25.1/كم2). وبلغ عدد الوحدات السكنية 2,199 وحدة بمتوسط كثافة قدره 58.3 لكل ميل مربع (22.5/كم2).
وتوزع التركيب العرقي للبلدة بنسبة 98.0% من البيض و 0.4% من الأمريكيين الأصليين و 0.3% من الأمريكيين ذوي الأصول الآسيوية و 0.4% من الأمريكيين الأفارقة و 0.5% من عرقين مختلطين أو أكثر.
بلغ عدد الأسر 1,014 أسرة كانت نسبة 27.9% منها لديها أطفال تحت سن الثامنة عشر تعيش معهم، وبلغت نسبة الأزواج القاطنين مع بعضهم البعض 56.9% من أصل المجموع الكلي للأسر، ونسبة 6.6% من الأسر كان لديها معيلات من الإناث دون وجود شريك، بينما كانت نسبة 4.4% من الأسر لديها معيلون من الذكور دون وجود شريكة وكانت نسبة 32.1% من غير العائلات. تألفت نسبة 25.0% من أصل جميع الأسر من أفراد ونسبة 9.6% كانوا يعيش معهم شخص وحيد يبلغ من العمر 65 عاماً فما فوق. وبلغ الحجم الوسطي للأسر 2.87، أما الحجم الوسطي للعائلات فبلغ 2.41.
بلغ العمر الوسطي للسكان 45.7 عاماً. وكانت نسبة 20.9% من القاطنين تحت سن الثامنة عشر، وكانت نسبة 6.4% بين الثامنة عشر والأربعة وعشرون عاماً، ونسبة 21.8% كانت واقعةً في الفئة العمرية ما بين الخامسة والعشرون حتى والأربعة وأربعون عاماً، ونسبة 35.2% كانت ما بين الخامسة والأربعون حتى الرابعة والستون، ونسبة 15.8% كانت ضمن فئة الخامسة والستون عاماً فما فوق.وتوزع التركيب الجنسي للسكان بنسبة 51.0% ذكور و49.0% إناث.

## وصلات خارجية
- http://www.actonmaine.org/